# Phanerotomella quadridens
Phanerotomella quadridens är en stekelart som beskrevs av Herbert Zettel 1989. Phanerotomella quadridens ingår i släktet Phanerotomella och familjen bracksteklar. Inga underarter finns listade i Catalogue of Life.